# Espectroscopía infrarroja

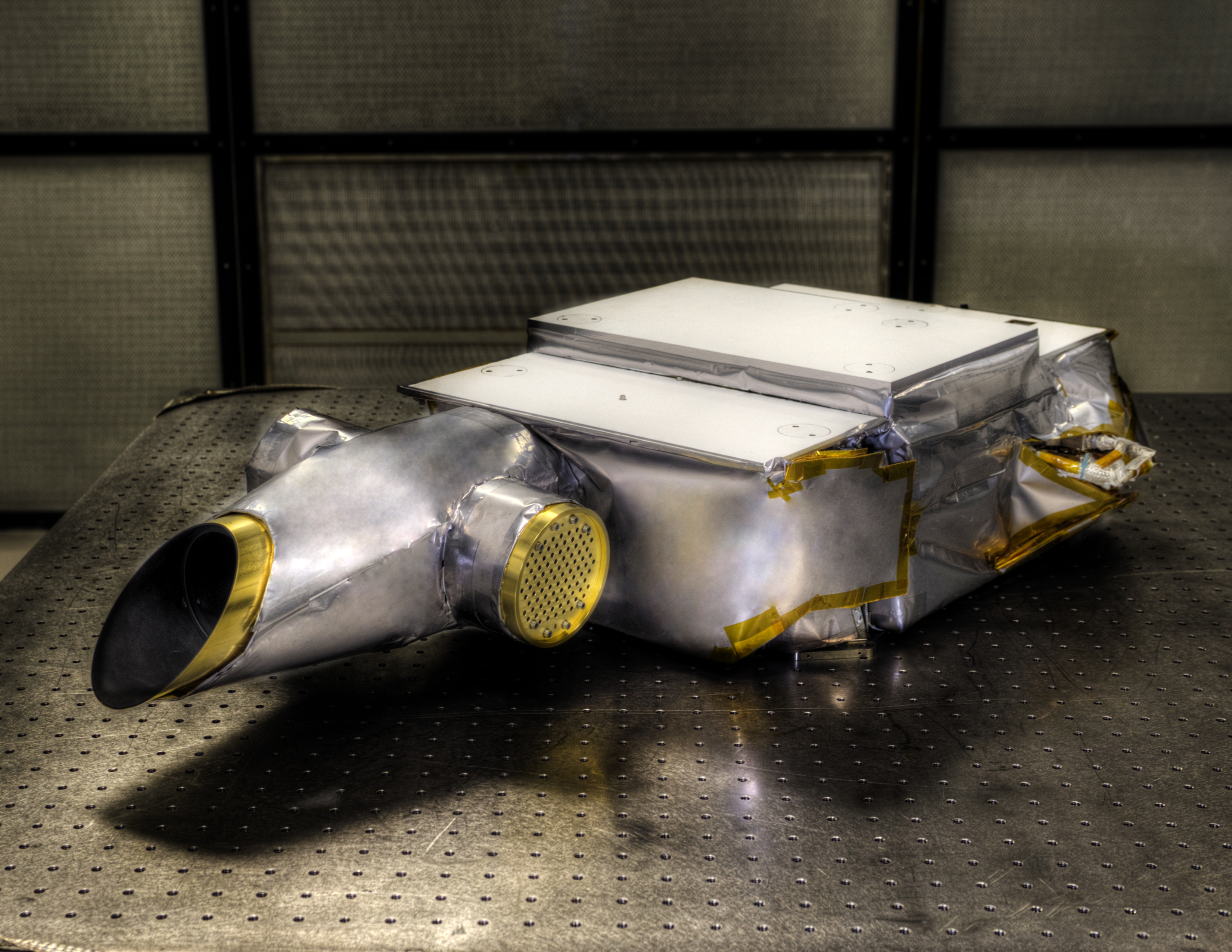
El instrumento OVIRS de la sonda Osiris-REx es un espectrómetro visible e infrarrojo

La espectroscopía infrarroja (espectroscopía IR o espectroscopía vibracional) es la medida de la interacción de la radiación infrarroja con la materia por absorción, emisión o reflexión. Se utiliza para estudiar e identificar sustancias químicas o grupos funcionales en forma sólida, líquida o gaseosa. El método o técnica de espectroscopía infrarroja se realiza con un instrumento llamado espectrómetro infrarrojo (o espectrofotómetro) que produce un espectro infrarrojo. Un espectro de infrarrojos se puede visualizar en un gráfico de absorbancia (o transmitancia) de luz infrarroja en el eje vertical frente a la frecuencia o longitud de onda en el eje horizontal. Las unidades típicas de frecuencia utilizadas en los espectros de infrarrojos son centímetros recíprocos (a veces llamados números de onda), con el símbolo cm-1. Las unidades de longitud de onda IR se dan comúnmente en micrómetros (antes llamados "micrones"), símbolo μm, que están relacionados con los números de onda de forma recíproca. Un instrumento de laboratorio común que utiliza esta técnica es un espectrómetro de transformada de Fourier infrarroja (FTIR). La IR bidimensional también es posible. 
La porción infrarroja del espectro electromagnético generalmente se divide en tres regiones; infrarrojos cercanos, medios y lejanos, llamada así por su relación con el espectro visible. El infrarrojo cercano de mayor energía, aproximadamente 14000–4000 cm−1 (0,7–2,5 μm de longitud de onda) puede excitar modos de vibraciones moleculares armónicos o combinados. El infrarrojo medio, aproximadamente 4000–400 cm−1 (2,5-25 μm) se utiliza generalmente para estudiar las vibraciones fundamentales y la estructura rotacional-vibratoria asociada. El infrarrojo lejano, aproximadamente 400-10 cm−1 (25-1000 μm) tiene baja energía y puede usarse para espectroscopía rotacional y vibraciones de baja frecuencia. La región de 2-130 cm−1, que bordea la región de microondas, se considera la región de terahercios y puede sondear vibraciones intermoleculares. Los nombres y clasificaciones de estas subregiones son convenciones, y se basan solo vagamente en las propiedades moleculares o electromagnéticas relativas. 

## Teoría

Muestra de lectura de bromometano (CH_{3} Br), que muestra picos alrededor de 3000, 1300, y 1000 cm^{−1} (en el eje horizontal).

Animación 3D del estiramiento simétrico de los enlaces C - H de bromometano.

La espectroscopía infrarroja aprovecha el hecho de que las moléculas absorben frecuencias características de su estructura. Estas absorciones se producen a frecuencias resonantes, es decir, la frecuencia de la radiación absorbida coincide con la frecuencia vibratoria. Las energías se ven afectadas por la forma de las superficies de energía potencial molecular, las masas de los átomos y el acoplamiento vibrónico asociado. 
En particular, en las aproximaciones de Born-Oppenheimer y armónicas, es decir, cuando el hamiltoniano molecular correspondiente al estado fundamental electrónico puede aproximarse mediante un oscilador armónico en la vecindad de la geometría molecular de equilibrio, las frecuencias de resonancia están asociadas con los modos normales de vibración correspondiente a la superficie de energía potencial del estado fundamental electrónico molecular. Las frecuencias de resonancia también están relacionadas con la fuerza del enlace y la masa atómica en cada extremo del mismo. Por lo tanto, la frecuencia de las vibraciones está asociada con un modo de movimiento normal particular y un tipo de enlace particular. 

### Número de modos vibracionales
| Simetría Dirección | Simétrico                                     | Antisimétrico                                         |
| ------------------ | --------------------------------------------- | ----------------------------------------------------- |
| Radial             | estiramiento simétrico (Symmetric stretching) | estiramiento antisimétrico (Antisymmetric stretching) |
| Latitudinal        | flexión de tijera (Scissoring)                | flexión de balanceo (Rocking)                         |
| Longitudal         | flexión de aleteo (Wagging)                   | flexión de torsión (Twisting)                         |

Para que un modo vibratorio en una muestra sea "IR activo", debe estar asociado con cambios en el momento dipolar. No es necesario un dipolo permanente, ya que la regla solo requiere un cambio en el momento dipolar.
Una molécula puede vibrar de muchas formas, y cada una de ellas se denomina modo vibratorio. Para moléculas con {\displaystyle {\ce {N}}} número de átomos, las moléculas lineales tienen 3N - 5 grados de modos vibracionales, mientras que las moléculas no lineales tienen 3N - 6 grados de modos vibracionales (también llamados grados de libertad vibracionales). Como ejemplo, el {\displaystyle {\ce {H2O}}}, una molécula no lineal, tendrá 3 × 3 - 6 = 3 grados de libertad vibratoria o modos. 
Las moléculas diatómicas simples tienen solo un enlace y solo una banda vibratoria. Si la molécula es simétrica, por ejemplo, {\displaystyle {\ce {N2}}}, la banda no se observa en el espectro IR, sino solo en el espectro Raman. Moléculas diatómicas asimétricas, por ejemplo el CO, se absorbe en el espectro IR. Las moléculas más complejas tienen muchos enlaces y sus espectros vibracionales son correspondientemente más complejos, es decir, las moléculas grandes tienen muchos picos en sus espectros IR. 
Los átomos de un grupo {\displaystyle {\ce {CH2X2}}}, que se encuentran comúnmente en compuestos orgánicos y donde {\displaystyle {\ce {X}}} puede representar cualquier otro átomo, pueden vibrar de nueve formas diferentes. Seis de estas vibraciones involucran solo la porción de CH2: dos modos de estiramiento (ν): simétrico (νs) y antisimétrico (νas); y cuatro modos de flexión: tijera (δ), balanceo (ρ), meneo (ω) y torsión (τ), como se muestra a continuación. Las estructuras que no tienen los dos grupos {\displaystyle {\ce {X}}} adicionales adjuntos tienen menos modos porque algunos modos están definidos por relaciones específicas con esos otros grupos adjuntos. Por ejemplo, en el agua, los modos de balanceo, meneo y torsión no existen porque estos tipos de movimientos de los átomos de H representan una simple rotación de toda la molécula en lugar de vibraciones dentro de ella. En el caso de moléculas más complejas, también pueden estar presentes modos vibracionales fuera del plano (γ).
Estas figuras no representan el "retroceso" de los átomos de {\displaystyle {\ce {C}}}, que, aunque están necesariamente presentes para equilibrar los movimientos generales de la molécula, son mucho más pequeños que los movimientos de los átomos de {\displaystyle {\ce {H}}} más ligeros.

### Efectos especiales
Las bandas IR más simples y más importantes o fundamentales surgen de las excitaciones de los modos normales, las distorsiones más simples de la molécula, desde el estado fundamental con número cuántico vibratorio {\displaystyle v=0} hasta el primer estado excitado con número cuántico vibratorio {\displaystyle v=1}. En algunos casos, se observan bandas armónicas. Una banda armónica surge de la absorción de un fotón que conduce a una transición directa del estado fundamental al segundo estado vibratorio excitado ({\displaystyle v=2}). Tal banda aparece aproximadamente al doble de la energía de la banda fundamental para el mismo modo normal. Algunas excitaciones, los llamados modos de combinación, implican la excitación simultánea de más de un modo normal. El fenómeno de la resonancia de Fermi puede surgir cuando dos modos son similares en energía; La resonancia de Fermi da como resultado un cambio inesperado en la energía y la intensidad de las bandas, etc. 

## Espectroscopía IR práctica
El espectro infrarrojo de una muestra se registra pasando un haz de luz infrarroja a través de la muestra. Cuando la frecuencia del IR es la misma que la frecuencia vibratoria de un enlace o colección de enlaces, se produce la absorción. El examen de la luz transmitida revela cuánta energía se absorbió en cada frecuencia (o longitud de onda). Esta medición se puede lograr escaneando el rango de longitud de onda usando un monocromador. Alternativamente, se mide todo el rango de longitud de onda usando un instrumento de transformada de Fourier y luego se genera un espectro de transmitancia o absorbancia usando un procedimiento dedicado. 
Esta técnica se usa comúnmente para analizar muestras con enlaces covalentes. Los espectros simples se obtienen a partir de muestras con pocos enlaces activos IR y altos niveles de pureza. Las estructuras moleculares más complejas conducen a más bandas de absorción y espectros más complejos. 

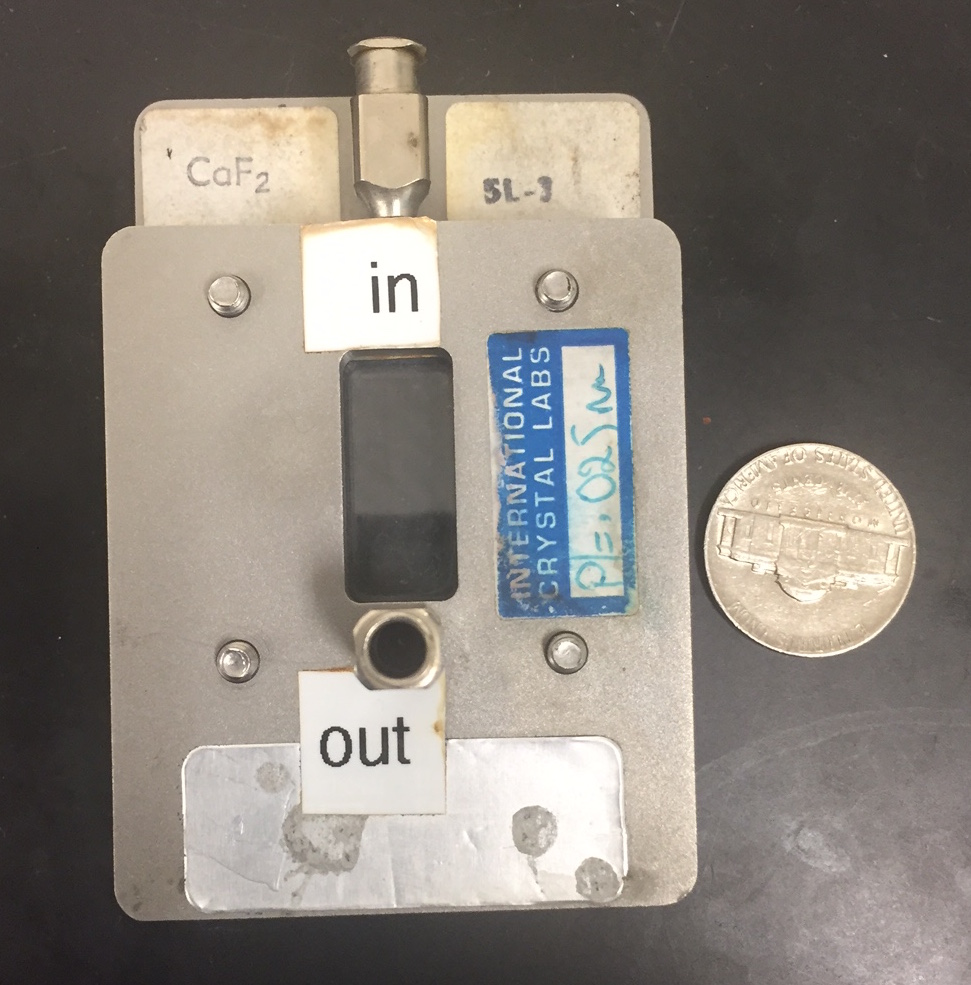
Celda de solución IR típica. Las ventanas son CaF2.

### Preparación de la muestra

#### Muestras gaseosas
Las muestras gaseosas requieren una celda de muestra con una trayectoria larga para compensar la dilución. La longitud de la ruta de la celda de muestra depende de la concentración del compuesto de interés. Un tubo de vidrio simple con una longitud de 5 a 10 cm equipado con ventanas infrarrojas transparentes en ambos extremos del tubo se puede utilizar para concentraciones de varios cientos de ppm. Las concentraciones de gas de muestra menor a 1 ppm se pueden medir con una celda de White en la que la luz infrarroja es guiada con espejos para viajar a través del gas. Las celdas de White están disponibles con una longitud de trayectoria óptica desde 0,5 m hasta cien metros. 

#### Muestras líquidas
Las muestras líquidas se pueden intercalar entre dos placas de una sal (comúnmente cloruro de sodio o sal común, aunque también se usan varias otras sales, como bromuro de potasio o fluoruro de calcio). Las placas son transparentes a la luz infrarroja y no introducen líneas en los espectros. 

#### Muestras sólidas
Las muestras sólidas se pueden preparar de diversas formas. Un método común es triturar la muestra con un agente triturador aceitoso (generalmente aceite mineral Nujol). Se aplica una fina película de mull sobre placas de sal y se mide. El segundo método consiste en moler finamente una cantidad de la muestra con una sal especialmente purificada (generalmente bromuro de potasio) (para eliminar los efectos de dispersión de los cristales grandes). Esta mezcla de polvo se prensa luego en una prensa mecánica para formar una pastilla translúcida a través de la cual puede pasar el haz del espectrómetro. Una tercera técnica es la técnica de "película fundida", que se utiliza principalmente para materiales poliméricos. La muestra se disuelve primero en un disolvente no higroscópico. Se deposita una gota de esta solución sobre la superficie de la celda de KBr o NaCl. A continuación, la solución se evapora hasta sequedad y la película formada en la celda se analiza directamente. Es importante tener cuidado para asegurarse de que la película no sea demasiado gruesa, de lo contrario la luz no puede pasar. Esta técnica es adecuada para análisis cualitativos. El último método consiste en utilizar una microtomía para cortar una película delgada (20-100 μm)  de una muestra sólida. Esta es una de las formas más importantes de analizar productos plásticos defectuosos, por ejemplo, porque se conserva la integridad del sólido 
En espectroscopía fotoacústica, la necesidad de tratamiento de la muestra es mínima. La muestra, líquida o sólida, se coloca en la copa de muestra que se inserta en la celda fotoacústica que luego se sella para la medición. La muestra puede ser una pieza sólida, en polvo o básicamente en cualquier forma para la medición. Por ejemplo, se puede insertar un trozo de roca en la copa de muestra y medir el espectro. 

### Comparando con una referencia

Esquema de un espectrómetro de absorción de dos haces. Se produce un haz de luz infrarroja, se pasa a través de un interferómetro (no se muestra) y luego se divide en dos haces separados. Uno pasa por la muestra, el otro pasa por una referencia. Los dos haces se reflejan hacia un detector, sin embargo, primero pasan a través de un divisor, que alterna rápidamente cuál de los dos haces entra en el detector. A continuación, se comparan las dos señales y se obtiene una impresión. Esta configuración de "dos haces" proporciona espectros precisos incluso si la intensidad de la fuente de luz varía con el tiempo.

Es típico registrar el espectro tanto de la muestra como de una "referencia". Este paso controla una serie de variables, por ejemplo, un detector de infrarrojos, que pueden afectar al espectro. La medida de referencia permite eliminar la influencia del instrumento. 
La "referencia" apropiada depende de la medición y su objetivo. La medida de referencia más simple es simplemente retirar la muestra (reemplazándola por aire). Sin embargo, a veces una referencia diferente es más útil. Por ejemplo, si la muestra es un soluto diluido disuelto en agua en un vaso de precipitación, una buena medida de referencia podría ser medir agua pura en el mismo vaso de precipitación. Entonces, la medición de referencia cancelaría no solo todas las propiedades instrumentales (como la fuente de luz que se usa), sino también las propiedades de absorción y reflexión de la luz del agua y el vaso de precipitación, y el resultado final solo mostraría las propiedades del soluto (al menos aproximadamente). 
Una forma común de comparar con una referencia es secuencialmente: primero mida la referencia, luego reemplace la referencia por la muestra y mida la muestra. Esta técnica no es perfectamente confiable; Si la lámpara de infrarrojos es un poco más brillante durante la medición de referencia, luego un poco más tenue durante la medición de la muestra, la medición se distorsionará. Los métodos más elaborados, como una configuración de "dos haces" (ver figura), pueden corregir este tipo de efectos para dar resultados muy precisos. El método de adición estándar se puede utilizar para cancelar estadísticamente estos errores. 
Sin embargo, entre las diferentes técnicas basadas en la absorción que se utilizan para la detección de especies gaseosas, la espectroscopía de cavidad de anillo (CRDS) se puede utilizar como un método sin calibración. El hecho de que el CRDS se base en las mediciones de la vida útil de los fotones (y no en la intensidad del láser) hace que no sea necesario realizar ninguna calibración y comparación con una referencia.

### FTIR

Un interferograma de una medición FTIR. El eje horizontal es la posición del espejo y el eje vertical es la cantidad de luz detectada. Estos son los "datos sin procesar" que pueden transformarse de Fourier para obtener el espectro real.

La espectroscopía de infrarrojos por transformada de Fourier (FTIR) es una técnica de medición que permite registrar espectros de infrarrojos. La luz infrarroja se guía a través de un interferómetro y luego a través de la muestra (o viceversa). Un espejo móvil dentro del aparato altera la distribución de la luz infrarroja que pasa a través del interferómetro. La señal registrada directamente, denominada "interferograma", representa la salida de luz en función de la posición del espejo. Una técnica de procesamiento de datos llamada transformada de Fourier convierte estos datos en bruto en el resultado deseado (el espectro de la muestra): Salida de luz en función de la longitud infrarroja (o equivalentemente, número de onda). Como se describió anteriormente, el espectro de la muestra siempre se compara con una referencia.
Un método alternativo para adquirir espectros es el método "dispersivo" o "monocromador de barrido". En este enfoque, la muestra se irradia secuencialmente con varias longitudes de onda únicas. El método dispersivo es más común en espectroscopía UV-VIS, pero es menos práctico en el infrarrojo que el método FTIR. Una razón por la que se favorece el FTIR se denomina "ventaja de Fellgett" o "ventaja de multiplexación": la información en todas las frecuencias se recopila simultáneamente, lo que mejora tanto la velocidad como la relación señal-ruido. Otro se llama "Ventaja de rendimiento de Jacquinot": una medición dispersiva requiere detectar niveles de luz mucho más bajos que una medición FTIR. Existen otras ventajas, así como algunas desventajas, pero prácticamente todos los espectrómetros infrarrojos modernos son instrumentos FTIR. 

### Microscopía infrarroja
Existen varias formas de microscopía infrarroja. Estos incluyen versiones IR de microscopía de sub-difracción como IR NSOM, microspectroscopía fototérmica, Nano-FTIR y espectroscopía infrarroja basada en microscopio de fuerza atómica (AFM-IR).

### Otros métodos en espectroscopía vibracional molecular
La espectroscopía infrarroja no es el único método de estudiar los espectros vibracionales moleculares. La espectroscopía Raman implica un proceso de dispersión inelástica en el que la molécula solo absorbe una parte de la energía de un fotón incidente y la parte restante se dispersa y detecta. La diferencia de energía corresponde a la energía vibratoria absorbida. Las reglas de selección para espectroscopía infrarroja y Raman son diferentes al menos para algunas simetrías moleculares, por lo que los dos métodos son complementarios en el sentido de que observan vibraciones de diferentes simetrías.
Otro método es la espectroscopía de pérdida de energía de electrones (EELS), en la que la energía absorbida es proporcionada por un electrón disperso inelásticamente en lugar de un fotón. Este método es útil para estudiar las vibraciones de moléculas adsorbidas en una superficie sólida.
Recientemente, la EELS de alta resolución (HREELS) ha surgido como una técnica para realizar espectroscopía vibracional en un microscopio electrónico de transmisión (TEM). En combinación con la alta resolución espacial del TEM, se han realizado experimentos sin precedentes, como mediciones de temperatura a nanoescala, mapeo de moléculas marcadas isotópicamente, mapeo de modos de fonón en posición y momento, superficie vibratoria y mapeo de modo de volumen en nanocubos, e investigaciones de modos de polaritón en cristales de van der Waals. El análisis de modos vibracionales que son inactivos en IR, pero que aparecen en Dispersión de neutrones inelásticos también es posible a alta resolución espacial usando EELS. Aunque la resolución espacial de los HREEL es muy alta, las bandas son extremadamente amplias en comparación con otras técnicas.

### Microscopía infrarroja computacional
Mediante el uso de simulaciones por computadora y análisis en modo normal, es posible calcular frecuencias teóricas de moléculas.

## Bandas de absorción
La espectroscopía IR se usa a menudo para identificar estructuras porque los grupos funcionales dan lugar a bandas características tanto en términos de intensidad como de posición (frecuencia). Las posiciones de estas bandas se resumen en tablas de correlación como se muestra a continuación. 

Lista de las principales bandas de espectroscopía de infrarrojos. Por ejemplo, el grupo carboxilo contendrá una banda C = O a 1700 cm^{-1} y una banda OH a 3500 cm^{-1} (grupo total -COOH). Números de onda listados en cm^{−1}.

### Regiones
Un espectrógrafo se interpreta a menudo como que tiene dos regiones.
- región del grupo funcional {\displaystyle \geq 1500\ cm^{-1}}

En la región funcional hay uno a unos pocos canales por grupo funcional.
- región fingerprint o de huellas dactilares{\displaystyle <1500~cm^{-1}}

En la región de huellas dactilares hay muchos canales que forman un patrón intrincado que se puede usar como una huella dactilar para determinar el compuesto.

### Regla de Badger
Para muchos tipos de muestras, las asignaciones son conocidas, es decir, qué deformaciones de enlace están asociadas con qué frecuencia. En tales casos, se puede obtener más información sobre la fuerza de un vínculo, basándose en la directriz empírica llamada Regla de Badger. Publicado originalmente por Richard McLean Badger en 1934, esta regla establece que la fuerza de un enlace (en términos de constante de fuerza) se correlaciona con la longitud del enlace. Es decir, el aumento de la fuerza de la unión conduce al correspondiente acortamiento de la unión y viceversa. 

## Usos y aplicaciones

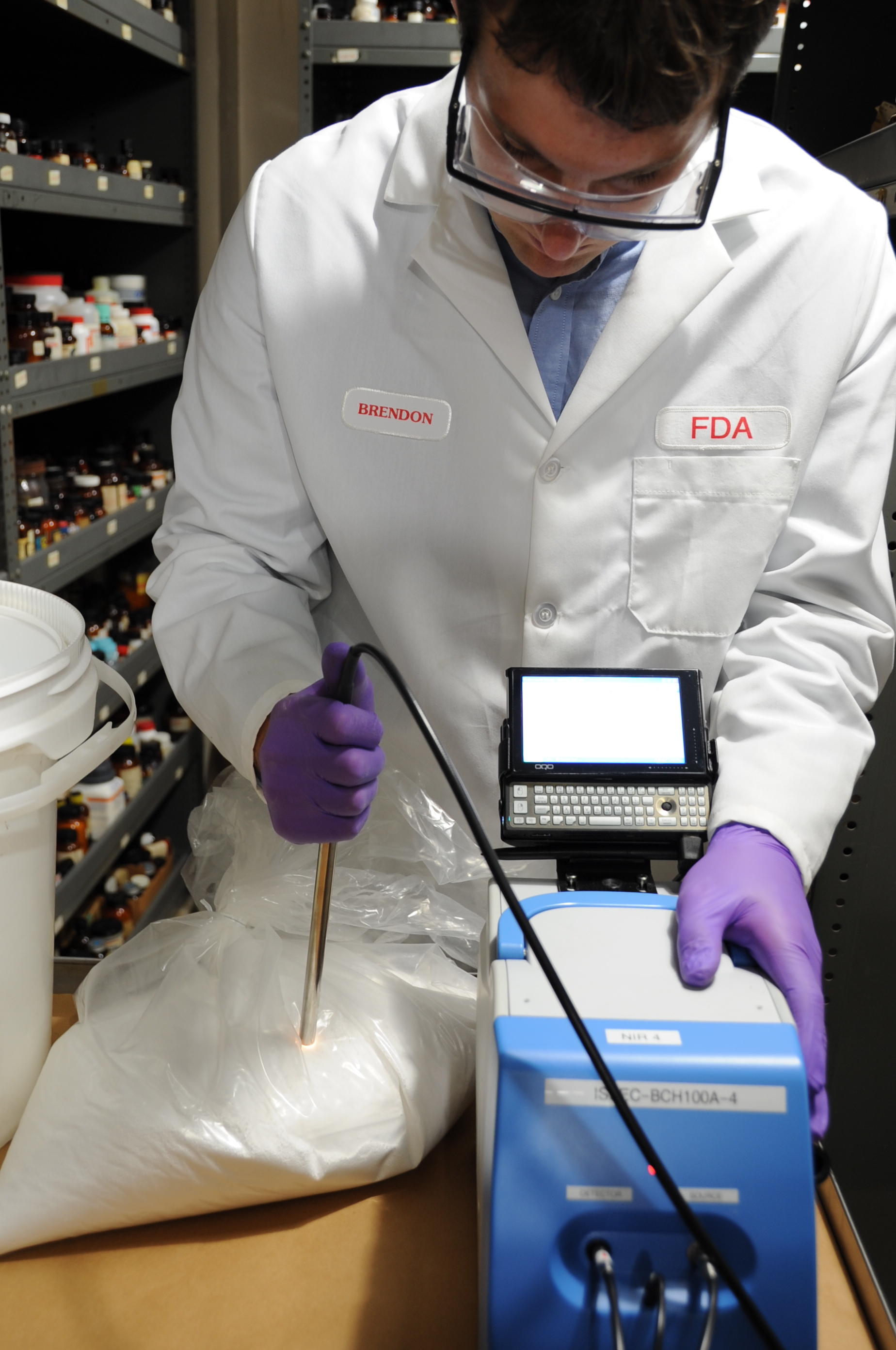
Un científico de la Administración de Drogas y Alimentos de los EE. UU. utiliza un dispositivo portátil de espectroscopía de infrarrojo cercano para detectar sustancias potencialmente ilegales

Espectrofotómetro infrarrojo utilizado para analizar el repelente de insectos Metadelphene, 1960

La espectroscopía infrarroja es una técnica simple y confiable ampliamente utilizada en química orgánica e inorgánica, en investigación e industria. Se utiliza en aplicaciones de control de calidad, medición dinámica y monitoreo, como la medición desatendida a largo plazo de concentraciones de {\displaystyle {\ce {CO2}}} en invernaderos y cámaras de crecimiento mediante analizadores de gas infrarrojos. 
También se utiliza en análisis forenses en casos penales y civiles, por ejemplo, para identificar la degradación de polímeros. Se puede utilizar para determinar el contenido de alcohol en sangre de un presunto conductor ebrio. 
La espectroscopía IR se ha utilizado con éxito en el análisis y la identificación de pigmentos en pinturas y otros objetos de arte como manuscritos iluminados.
Una forma útil de analizar muestras sólidas sin la necesidad de cortar muestras utiliza ATR o espectroscopía de reflectancia total atenuada. Con este enfoque, las muestras se presionan contra la cara de un solo cristal. La radiación infrarroja atraviesa el cristal y solo interactúa con la muestra en la interfaz entre los dos materiales. 
Con el aumento de la tecnología en el filtrado por computadora y la manipulación de los resultados, las muestras en solución ahora se pueden medir con precisión (el agua produce una amplia absorbancia en el rango de interés y, por lo tanto, hace que los espectros sean ilegibles sin este tratamiento informático). 
Algunos instrumentos también identifican automáticamente la sustancia que se mide a partir de un almacén de miles de espectros de referencia almacenados. 
La espectroscopía infrarroja también es útil para medir el grado de polimerización en la fabricación de polímeros. Los cambios en el carácter o la cantidad de un vínculo en particular se evalúan midiendo a una frecuencia específica a lo largo del tiempo. Los instrumentos de investigación modernos pueden tomar medidas infrarrojas en el rango de interés con una frecuencia de hasta 32 veces por segundo. Esto se puede hacer mientras se realizan mediciones simultáneas utilizando otras técnicas. Esto hace que las observaciones de reacciones y procesos químicos sean más rápidas y precisas. 
La espectroscopía infrarroja también se ha utilizado con éxito en el campo de la microelectrónica de semiconductores: por ejemplo, la espectroscopía infrarroja puede aplicarse a semiconductores como silicio, arseniuro de galio, nitruro de galio, Seleniuro de zinc, silicio amorfo, nitruro de silicio, etc. 
Otra aplicación importante de la espectroscopía infrarroja es en la industria alimentaria para medir la concentración de varios compuestos en diferentes productos alimenticios
Los instrumentos ahora son pequeños y se pueden transportar, incluso para su uso en pruebas de campo. 
La espectroscopía infrarroja también se utiliza en dispositivos de detección de fugas de gas como los DP-IR y EyeCGA. Estos dispositivos detectan fugas de gas de hidrocarburos en el transporte de gas natural y petróleo crudo. 
En febrero de 2014, la NASA anunció una base de datos muy mejorada, basada en espectroscopía IR, para rastrear hidrocarburos aromáticos policíclicos (HAP) en el universo. Según los científicos, más del 20% del carbono del universo puede estar asociado con los HAP, posibles materiales de partida para la formación de la vida. Los HAP parecen haberse formado poco después del Big Bang, están muy extendidos por todo el universo y están asociados con nuevas estrellas y exoplanetas.
Los desarrollos recientes incluyen un espectrómetro IR en miniatura que está vinculado a una base de datos basada en la nube y es adecuado para el uso diario personal, y chips espectroscópicos NIR que pueden integrarse en teléfonos inteligentes y varios dispositivos.

## Efectos isotopos
Los diferentes isótopos en una especie particular pueden exhibir diferentes detalles finos en la espectroscopía infrarroja. Por ejemplo, se determina experimentalmente que la frecuencia de estiramiento {\displaystyle {\ce {O-O}}} (en centímetros recíprocos) de la oxi hemocianina es 832 y 788 cm −1 para {\displaystyle v} ({\displaystyle {\ce {^{16}O-^{16}}}}{\displaystyle {\ce {O}}}) y {\displaystyle v} ({\displaystyle {\ce {^{18}O-^{18}O}}}), respectivamente. 
Al considerar el enlace {\displaystyle {\ce {O-O}}} como un resorte, la frecuencia de absorbancia se puede calcular como un número de onda [= frecuencia/(velocidad de la luz)] 

{\displaystyle \nu ={\frac {1}{2\pi c}}{\sqrt {\frac {k}{\mu }}}}

donde k es la constante de resorte para el enlace, c es la velocidad de la luz y μ es la masa reducida del sistema {\displaystyle {\ce {A - B}}}: 

{\displaystyle \mu ={\frac {m_{A}m_{B}}{m_{A}+m_{B}}}}

({\displaystyle m_{i}} es la masa del átomo {\displaystyle i}).
Las masas reducidas para {\displaystyle {\ce {^{16}O-^{16}}}}{\displaystyle {\ce {O}}} y  {\displaystyle {\ce {^{18}O-^{18}O}}} pueden aproximarse a 8 y 9 respectivamente. Por lo tanto 

{\displaystyle {\frac {\nu (^{16}O)}{\nu (^{18}O)}}={\sqrt {\frac {9}{8}}}\approx {\frac {832}{788}}.}

donde {\displaystyle \nu } es el número de onda; [número de onda = frecuencia/(velocidad de la luz)]
Se ha descubierto que el efecto de los isótopos, tanto en la vibración como en la dinámica de desintegración, es más fuerte de lo que se pensaba. En algunos sistemas, como el silicio y el germanio, la desintegración del modo de estiramiento antisimétrico del oxígeno intersticial implica el modo de estiramiento simétrico con una fuerte dependencia de isótopos. Por ejemplo, se demostró que para una muestra de silicio natural, la vida útil de la vibración antisimétrica es de 11,4 ps. Cuando el isótopo de uno de los átomos de silicio aumenta a {\displaystyle {\ce {^{29}Si}}}, la vida útil aumenta a 19 ps. De manera similar, cuando el átomo de silicio se cambia a {\displaystyle {\ce {^{30}Si}}}, la vida útil se convierte en 27 ps.

## IR bidimensional
El análisis de espectroscopía de correlación infrarroja bidimensional combina múltiples muestras de espectros infrarrojos para revelar propiedades más complejas. Al extender la información espectral de una muestra perturbada, se simplifica el análisis espectral y se mejora la resolución. Los espectros 2D sincrónicos y 2D asincrónicos representan una descripción gráfica de los cambios espectrales debidos a una perturbación (como un cambio de concentración o de temperatura), así como la relación entre los cambios espectrales en dos números de onda diferentes. 

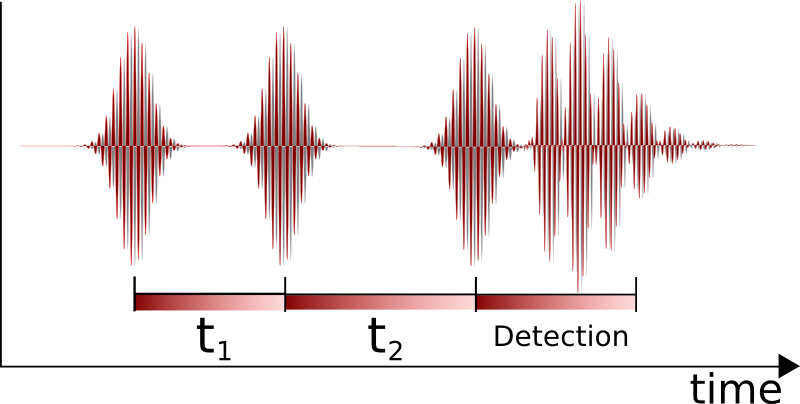
Secuencia de pulsos utilizada para obtener un espectro infrarrojo de transformada de Fourier bidimensional. El período de tiempo generalmente se conoce como el tiempo de coherencia y el segundo período de tiempo se conoce como el tiempo de espera. La frecuencia de excitación se obtiene mediante la transformación de Fourier a lo largo del eje.

La espectroscopía infrarroja bidimensional no lineal es la versión infrarroja de la espectroscopía de correlación. La espectroscopía infrarroja bidimensional no lineal es una técnica que se ha hecho disponible con el desarrollo de pulsos láser infrarrojos de femtosegundos. En este experimento, primero se aplica un conjunto de pulsos de bomba a la muestra. A esto le sigue un tiempo de espera durante el cual se permite que el sistema se relaje. El tiempo de espera típico es de cero a varios picosegundos, y la duración se puede controlar con una resolución de decenas de femtosegundos. Luego se aplica un pulso de sonda, lo que resulta en la emisión de una señal de la muestra. El espectro infrarrojo bidimensional no lineal es una gráfica de correlación bidimensional de la frecuencia ω1 que fue excitada por los pulsos iniciales de la bomba y la frecuencia ω3 excitada por el pulso de la sonda después del tiempo de espera. Esto permite observar el acoplamiento entre diferentes modos vibracionales; debido a su resolución de tiempo extremadamente fina, se puede usar para monitorear la dinámica molecular en una escala de tiempo de picosegundos. Todavía es una técnica en gran parte inexplorada y se está volviendo cada vez más popular para la investigación fundamental. 
Al igual que con la espectroscopía de resonancia magnética nuclear bidimensional (2DNMR), esta técnica extiende el espectro en dos dimensiones y permite la observación de picos cruzados que contienen información sobre el acoplamiento entre diferentes modos. En contraste con 2DNMR, la espectroscopía infrarroja bidimensional no lineal también implica la excitación de armónicos. Estas excitaciones dan como resultado picos de absorción en estado excitado ubicados debajo de los picos diagonales y cruzados. En 2DNMR, se utilizan con frecuencia dos técnicas distintas, COSY y NOESY. Los picos cruzados en el primero están relacionados con el acoplamiento escalar, mientras que en el segundo están relacionados con la transferencia de espín entre diferentes núcleos. En espectroscopía infrarroja bidimensional no lineal, se han extraído análogos de estas técnicas 2DNMR. La espectroscopía infrarroja bidimensional no lineal con tiempo de espera cero corresponde a COSY, y la espectroscopía infrarroja bidimensional no lineal con tiempo de espera finito que permite la transferencia de población vibratoria corresponde a NOESY. La variante COSY de espectroscopía infrarroja bidimensional no lineal se ha utilizado para la determinación del contenido de estructura secundaria de proteínas.